# Guigang
Guigang (cinese: 贵港; pinyin: Guìgǎng; zhuang：Gveiqguengj) è una città-prefettura della Cina nella Regione Autonoma di Guangxi Zhuang.